# 왕희지 (배우)
왕희지(1971년 9월 27일 ~ )는 대한민국의 배우이다.

## 학력
- 동송초등학교 졸업
- 철원여자중학교 졸업
- 철원여자고등학교 졸업
- 김천전문대학 관광경영학 졸업
- 동국대학교 연극학과 학사 졸업

## 연기 활동
1992년 연극배우로 첫 데뷔하였고 이듬해 1993년 MBC 공채 탤런트 22기로 정식 데뷔하였다. 데뷔 초기에는 본명 김경아로 활동하였다. 1999년 교통사고로 공백기를 가졌으며, 2005년 드라마 《굳세어라 금순아》로 연기 활동을 재개하였다.'왕희지'라는 이름때문에 화교 논란이 일었으나 본명(김경아)과 고향(강원도 철원)이 밝혀지면서 논란을 잠재웠다. 예명은 2005년 활동 재개 당시 새로운 시작을 기념하기 위해 좋아하는 서예가인 중국의 왕희지에서 따왔다고 한다.

### 드라마
- 1993년 MBC 청춘드라마 《우리들의 천국》 ... 오정완 역
- 1993년 MBC 수목연속극 《폭풍의 계절》
- 1993년 MBC 아침드라마 《자매들》
- 1994년 MBC 단막극 《베스트극장 - 아주 오래된 연인들》
- 1994년 MBC 주말연속극 《여울목》 ... 나미리 역
- 1995년 KBS 1TV 대하드라마 《찬란한 여명》 ... 효옥 역
- 1996년 KBS 2TV 일요아침드라마 《귀여운 여자》 ... 은경 역(중도하차)
- 1998년 SBS 특별기획 월화드라마 《백야 3.98》
- 1999년 SBS 주말극장 《파도》
- 2005년 MBC HD 일일연속극 《굳세어라 금순아》 ... 윤소란 실장 역
- 2007년 MBC 일일연속극 《아현동 마님》 ... 백시향 역
- 2008년 KBS 2TV 납량기획드라마 《전설의 고향》〈아가야 청산가자〉 ... 윤씨 역

### 영화
- 2011년 《우리 이웃의 범죄》 ... 고영숙 역
- 2014년 《조선미녀 삼총사》 ... 파흘내 역

### 뮤직비디오
- 2008년 조관우 "가슴은 알죠"

### CF
- LG 챠밍크리스 샴푸
- 화니백화점
- 롯데 가나 초콜렛
- 아모레 순정
- PAT